# .mu
.mu je vrhovna internetska domena (country code top-level domain - ccTLD) za Mauricijus. Domenom upravlja MUNIC.

## Vanjske poveznice
- IANA .mu whois informacija  Arhivirana inačica izvorne stranice od 19. travnja 2006. (Wayback Machine)